# Carlos Nascimento Silva
Carlos Nascimento Silva (Varginha, 1937) é um escritor e professor universitario brasileiro. 

## Biografia
Carlos Nascimento Silva nasceu em 1937 em Varginha, no interior de Minas Gerais. Escreveu, desde os 14 anos, pequenos contos, poesias e crônicas, antes de se aventurar no romance. É doutor em literatura brasileira e professor aposentado da Pontifícia Universidade Católica do Rio de Janeiro (PUC/RJ) e da Universidade do Estado do Rio de Janeiro (UERJ).

## Obra
A Casa da Palma (Relume Dumará, 1995), seu primeiro romance, foi indicado ao prêmio Jabuti e premiado pela União Brasileira de Escritores e pela Associação Paulista de Críticos de Arte, tendo sido publicado na Alemanha sob o título Das Palmenhaus (Europaverlag, 1998), em capa dura e brochura, alcançando venda superior a 100.000 exemplares.
Cabra-Cega (Relume Dumará, 1998), seu segundo romance, foi o grande ganhador do prêmio Jabuti de 1999, na categoria livro de ficção. Com Desengano (Editora Agir, 2006) voltou a conquistar o mais tradicional prêmio literário brasileiro, o Jabuti, com o primeiro lugar na categoria romance. Publicou ainda o romance Vale da Soledade: a natureza do mal, (Record, 2003), A menina de cá (Agir, 2008), seu primeiro livro de contos, e Las Meninas (Ponteio, 2011).